# 瑪麗亞·烏爾蘇拉·德阿布雷烏·倫卡斯特雷
瑪麗亞·烏爾蘇拉·德阿布雷烏·倫卡斯特雷（1682年—1730年），里約熱內盧出身，葡萄牙帝國時期軍人。她是葡萄牙殖民地時期少有的女性軍人。

## 經歷
瑪麗亞·烏爾蘇拉·德阿布雷烏·倫卡斯特雷1682年出生於里約熱內盧，是富裕家庭中的獨生女，十八歲瞞著父親若昂·德·阿布雷厄·奥利维拉（葡萄牙語：João de Abreu e Oliveira）前往里斯本。在1700年9月1日，女扮男裝化名巴爾塔薩·多·科托·卡多蘇（葡萄牙語：Baltasar do Couto Cardoso）參軍。之後隨軍前往非洲莫桑比克，然後輾轉到果阿服役，參與北果阿比喬利姆等地的戰事。1705年在阿爾多納的戰事中成為第一批攻入敵人堡壘的士兵，次年成為莫羅·德·肖爾要塞的下士。1714年她救下聖若昂巴普蒂斯塔的堡主阿方索·特謝拉·阿瑞斯·德梅洛（葡萄牙語：Afonso Teixeira Arrais de Melo），期間也暴露了自己女性的身份。兩人之後相戀，在若昂五世授權下，兩人結婚，瑪麗亞也在5月12日退役，1718年為了感謝她歷年對國家的貢獻，得以在帕納吉的別墅居住六年。